# Західний Рарон
Західний Рарон (нім. Bezirk Westlich Raron) — напівокруг у Швейцарії в кантоні Вале. Разом із напівокругом Східний Рарон має спільний ідентифікаційний код 2309. Адміністративний центр — Рарон.

## Громади
У таблиці наведено список громад округу станом на 2022 рік, населення та площа станом на 2019 рік.

| Українська назва | Оригінальна назва | Код BFS | Населення | Площа |
| ---------------- | ----------------- | ------- | --------- | ----- |
| Айшолль          | Eischoll          | 6194    | 446       | 14,1  |
| Ауссерберг       | Ausserberg        | 6191    | 633       | 15,0  |
| Блаттен          | Blatten           | 6192    | 292       | 90,5  |
| Бюрхен           | Bürchen           | 6193    | 744       | 13,4  |
| Вілер            | Wiler (Lötschen)  | 6202    | 555       | 14,9  |
| Кіппель          | Kippel            | 6197    | 318       | 11,7  |
| Нідергестельн    | Niedergesteln     | 6198    | 731       | 17,6  |
| Рарон            | Raron             | 6199    | 1945      | 30,4  |
| Унтербех         | Unterbäch         | 6201    | 437       | 22,1  |
| Ферден           | Ferden            | 6195    | 1603      | 14,0  |
| Штег-Готенн      | Steg-Hohtenn      | 6204    | 1031      | 17,7  |